# Gerre Chiozzo
Gerre Chiozzo è una frazione del comune di Cava Manara posta a sudest del centro abitato verso il Po.

## Storia
Gerrechiozzo, o Gerre Chiozzo (CC D992), sorse probabilmente dall'unione di due paesi (era detto infatti Gere e Chiozzo), di incerta localizzazione: infatti quello che attualmente è detto Gerrechiozzo si chiamava un tempo Rotto di Rea. Era uno dei numerosi piccoli comuni del Siccomario, infeudato fino al XVIII secolo ai Beccaria.In questo piccolo territorio trovimo dei piccoli feudi, gestiti al tempo da famiglie facoltose come i conti Pilla rappresentanti da don Giovanni Pilla Vittorio.Tra il 1707 e il 1743 il confine di Stato tra lo stato sabaudo e il Milanese austriaco passava tra Gerrechiozzo e Cava: dal 1743 anche Gerrechiozzo passava ai Savoia.Nel XIX secolo, aperta la nuova strada del ponte sul Po, attuale statale dei Giovi, su di essa si andò sviluppando il nuovo centro di Tre Re, così detto da un'osteria di tale nome, che divenne capoluogo del comune. Nel 1838 a questo comune venne aggregato quello di Mezzana Corti, ma nel 1871 fu abolito e unito a Cava Manara.